# 제32회 부산국제단편영화제
제32회 부산국제단편영화제는 2015년 4월 24일에 열린 시상식이다.

## 수상 및 후보

### 최우수작품상(국제경쟁)
- 빅 픽쳐 - 데이지 제이콥스 수상
- 제발 - 이상아 수상

### 우수작품상(국제경쟁)
- 감주의 땅 - 왕 차이 쥔 수상
- 심경 - 김승희 수상

### 심사위원특별상(국제경쟁)
- 에덴의 끝 - 게르하르 트레믈 외1명 수상
- 고대전사 맘모스맨 - 허세준 수상

### 부산 시네필 어워드(국제경쟁)
- 나다 S.A. - 알베르트 핀토 수상

### 넷팩상
- 케첩 - 옌 바이쉔 외1명 수상

### 오퍼레이션키노(최우수작품상)
- 안창반점 - 최현지 수상

### 오퍼레이션키노(우수작품상)
- 아세아극장 - 임민혁 수상

### 관객상(한국경쟁)
- 일등급이다 - 이정호 수상

### 국제경쟁
- 아운 하이 티엠포 - 알베르트 핀토
- 일탈 - 로나 뮐레바흐
- 계절의 한 가운데 - 다미앙 콜레
- 욕망 - 마틴 에드랄린
- 말라르메씨의 이상한 일요일 - 엠마누엘레 피오리토 외1명
- 폐쇄 - 줄리앙 레시
- 베이비붐 차일드 - 마야 린드스트룀
- 사이클 - 밀라 모일라렌
- 죽음, 사랑 그리고 파도 - 마츠나가 다이시
- 추락하고 있는 남자 - 이안 워프
- 그리움 - 기터 헬비그
- 플래쉬 - 알베르토 루이즈 로호
- 주인 - 리호 운트
- 특별한 날 - 마리우스 울테아누
- 거울 속 앨리스 - 이반 메나 티노코
- 가축 - 조아나 소사
- 아빠 - 로프티 아슈어
- 소용돌이 - 파브리스 아라그노
- 우리 중 누군가는 - 귀도 헨드릭스
- 벽 - 안드라 테비
- 비가시영역 - 디 쿨룸비가쉴리
- 방학일기 - 정정
- 큰 창문이 있는 부엌에서 - 안민희
- 하얀 전쟁 - 로베르토 콜리오
- 불협화음 - 틸 노박
- 삼형제 - 알림 칸
- 집구하기 - 랄리 바츠가
- 복수를 위한 기다림 - 네리탄 진지리아
- 피의 침묵 - 세나드 사흐마노비크
- 놀라운 주피터 - 페드리코 토레즈 페르난데즈
- 결정적 순간 - 로이 유 선
- 인간 - 브리기테 브로드로프
- 배틀 오브 브리튼 - 드니 볼트
- 이 사람을 보라 - 디미타르 쿠트마노프
- 캠 - 칼-요한 베스트레고드
- 전쟁과 사람들 - 토마슈 마추무스탁
- 고등어 - 문인수
- 부자 - 윤지수
- 도어락 - 구세미
- 배우의 탄생 - 이진호
- 소음人 - 손민홍
- 온 보드 - 서원태
- 옆 구르기 - 안주영
- 슈우웅 - 임철
- 워킹플롯 - 장희철
- 더미: 노 웨이 아웃 - 김은성 외2명
- 소월길 - 신종훈
- 절경 - 남근학
- 개진상 - 김도훈
- 벌레아이 - 김윤경
- 우기 - 윤민식
- 불면증 - 성준수
- 야누스 - 김성환
- 피크닉 - 송혜림

### 아시아 단편
- 울타리 - 시눙 위나휴코
- 이모는 여권을 가져본 적이 없다 - 소라요스 프라파판
- 우리가 아는 어딘가 - 위차논 소문자른
- 물고기 손질 - 미르나 파라미타
- 귀성 - 차이 지에

### 패밀리 단편
- 얼룩말 - 줄리아 오커
- 내 친구 니체 - 파우스턴 다 실바
- 광란의 크리스마스 이브 - 뱅상 파타르
- 플랭크 - 빌리 폴스
- 노비 드루 - 카테리나 카란코바
- 마지막 상영 - 나쵸 푸인테스
- 줄줄이 꿴 호랑이 - 브누아 슈
- 코끼리와 자전거 - 올리시아 슈츠키나
- 모든 게 가능해 - 스티븐 바우터루드

### 커튼콜
- 아이샤 - 클레멘트 트레힌-랄란느
- 버려진 작품들 - 피아 보그 외1명
- 인생의 굴레 - 소티리스 도노코스
- 레이디 - 시몬 메사 소토
- 총이 있는 한 - 캐롤린 포기
- 범범, 어부의 아이 - 이반 막시모프
- 마리얌 - 시디 살레
- 버터 램프 - 하오웨이 후

### 오퍼레이션 키노
- 쓸모 - 백인욱
- REALIZE - 고다솔
- 백만돌이 아저씨 - 김동혁
- 레인보우 - 전미연 외1명
- FREESM - 이수성

### 주빈국 프로그램: 스웨덴
- 커튼 콜러스 - 안-소피 시덴 외1명
- 옆집에서 온 편지 - 사샤 플루스테르
- 세상 밖에서 - 빅토르 노르덴시욜드
- 여섯 명의 드러머와 크리스마스 - 요하네스 셰르네 닐손 외1명
- 내 옷을 벗겨봐 - 빅토르 린드그렌
- 침묵의 순간들 - 마츠 비게르트 외1명
- 아브라카다브라 - 패트릭 엑런드
- 산딸기 뒤에 숨겨진 이야기 - 잉그마르 베르히만
- 저주받는 여자들의 춤 - 잉그마르 베르히만
- 카린의 얼굴 - 잉그마르 베르히만
- 영광의 세계 - 로이 앤더슨
- 리플렉션 2001 - 얀 트로엘
- 내 기준에서의 - 사막에서의 하이킹 - 얀 트로엘
- 지난 여름 내가 죽인 동물들 - 구스타프 다니엘손
- 내 말을 들어줘 - 마리켄 할레
- 댄스 뮤직 - 요나스 요나손
- 라스 팔마스의 주정뱅이 - 요하네스 니홀름
- 숲속 친구들 - 에바 린드스트롬
- 소박한 삶 - 군힐드 엥예르

### 프리퀄 오브 오스트리아
- 메인 홀 - 필립 프레쉬만
- 당신을 오랫동안 기다렸건만 - 클라우디아 지픈
- 트레스패스 - 파울 베닝거
- 소리 없는 붕괴 - 지그프리드 A. 프르아우프
- 파롤 로제트 - 카트리나 다슈너
- 12개의 이야기 - 요한 루프
- 아버지와 아들 - 시몬 슈피처
- 공간 - 요하네스 하멜
- 페이퍼워크 - 사샤 피어커

### BISFF 토크
- 신드로메다 - 패트릭 엑런드
- 전시장을 말하다 - 사샤 피어커 외1명
- 페이퍼워크 - 사샤 피어커

### 클로즈 업: 다큐멘터리 특별전
- 낮이 밤을 눌렀다 - 쟝-가브리엘 뻬리오
- 겨울 - 크리스티나 피치
- 소리 없는 절규 - 겅 이
- 파리의 이미지들. No.1 - 벤자맹 바르두
- 이름 없는 도시의 새벽 - 크누테 베스테르
- 트랜스포머스: 더 프리메이크 - 케빈 B. 리
- 난파 - 모건 니베
- 캄차카-증오 치유법 - 율리아 미로노바